# الحسن بنمونة
الحسن بنمونة (من موليد 1963 في مدينة وجدة) هو كاتب مغربي صدرت له عددٌ من الكتب والروايات وتخصَّص أكثر في كتب الأطفال حيثُ نشر رواية «مطعم اللحم الآدمي يرحب بكم» عن دار سندباد للنشر والإعلام في القاهرة بمصر في آذار/مارس 2009، كما نشر «قصص لأبنائي حتى يناموا» وهي مجموعة قصصيّة صدرت عن وزارة الثقافة المغربية عام 2012، فضلًا عن «كمائن وفخاخ» وهي أيضًا مجموعة قصصيّة صدرت عن منشورات جمعية الموكب الأدبي في وجدة عام 2015، وكذا «الأشياء التي ينبغي لنا بيعها» وهي مجموعة قصصيّة صدرت عن مؤسسة مقاربات في فاس عام 2016، وأخيرًا وليس آخرًا روايةُ «صاحبي الكاتب» التي نُشرت في مجلة الكلمة في تموز/يوليوز 2017.

## الحياة المُبكّرة والتعليم
وُلد الحسن بنمونة سنة 1963 بمدينة وجدة في المغرب وهناك درس وترعرع.

## المسيرة المهنيّة
بدأ الحسين بنمونة مسيرتهُ المهنيّة مبكّرًا حيث قام بالنشرِ في مجلات وجرائد مغربية وعربية منذ عام 1983، فكانت البداية من مجلّة العلم ثمّ انتقل للبيان ومرَّ في وقتٍ ما بجريدة الميثاق الوطني وكذا البلاغ المغربي فالمنعطف الثقافي وليس أخيرًا مجلّة الاتحاد الاشتراكي.
كثَّف الحسن من نشرهِ فانتقل للنشر في الصجف والجرائد العربيّة حيثُ كانت البداية من مجلّة العربي ثمّ مجلة الفيصل، وانتقل لمجلّة الدوحة في قطر والجسرة والقاهرة في مصر وكذا أخبار الأدب والمنتدى وسطور والقصة المصرية، وشؤون أدبية والرافد والثقافة الجنوبية ورؤى ومجرة، والثقافة الجديدة العراقية، وسيسرا، ومدارات تربوية، وأقلام جديدة، وحسمى، وإبداع المصرية، وأبعاد وميس والمجلة العربية وأبعاد، والإمارات الثقافية والمسرح العربي، والعربي الصغير، والكويت والهلال، ومشارف مقدسية، والجوبة، والجديد اللندنية، والربيع الفصلية، والكلمة اللندنية، وفضاءات الليبية، والمسار التونسية، وفنون المصرية، وعالم الكتاب، والفصول الأربعة.
نشطَ الحسن بنمونة إلكترونيًا أيضًا فنشر مقالاتهِ في عددٍ من المجلات الإلكترونيّة المتنوعة والجرائد العربية التي لها مواقع على الإنترنت كأمواج المصرية والزمان اللندنية والشعب، والعرب اللندنية. اختير الحسن في وقتٍ ما ضمن عضوية تحكيم جائزة عبد العزيز المنصور الكويتية، لقصص الطفل لسنة 2019.
أبرز أعمال الكاتب كانت رواية «الساحر يضع فيلاً في راحة يده» عن دار المايا للنشر في 28 صفحة فقط، وهي روايةٌ قصيرةٌ مخصّصةٌ للأطفال حيث يتناولُ فيها الحسن قصّة ساحرٍ يصنعُ الأعاجيب؛ فهو يخرج حمامة من قبعته، ويجعل حبة حلوى صغيرة كرة، ثم يختفي أثرها بعد لحظات. ويتحول إلى كونغورو وأسد، وفجأة يدخل من البوابة فيل ضخم، فيضعه على راحة يده. حاول الحسن في هذه الرواية القصيرة الحديث بشكلٍ أو بآخر عن اليقظة التي تخلطُ بالأحلام. للكاتب أيضًا رواية أخرى صدرت عن نفس الدار بعنوان «ثلاث نملات يصنعنَ الأعاجيب»، وهي الأخرى روايةُ أطفال تتحدث عن ثلاث نملات صديقات؛ هن نُمَيْلَةُ ونَمُّولةُ ونَمِيلَةُ، يفعلن الأعاجيب، فنُمَيْلَةُ تصنع قوارب من حبات القمح، ونَمُّولةُ تحب حياكة الملابس الصوفية من أوراق الشجر، بينما نَمِيلَةُ تبني الأعشاش من القش.
«رأس بثلاث شعرات» هو كتاب أطفال آخر صدر للكاتب المغربي عن دار ملهمون للنشر والتوزيع في 99 صفحة، وفيه حكى الكاتب قصّة رجل فقد شعر رأسه، لكن تبقى لديه ثلاث شعرات ليبدأ الناس يتهامسون ويسخرون من شعراته الثلاث. يفكر مليًا كيف يمكنه إخفاء شعرات رأسه الثلاث ليتجنب سخرية الآخرين، فهو لا يُريد أن يسمع كلمة أصلع منهم. ربما يجد صاحب الثلاث شعرات أهمية لشعراته تلك أو ربما يجد شبيهًا له أصلع ويتساءل كلاهما لما تساقط شعرهما ولم يملكا من الشعر مما يجعلهم فخورين.
نشر الكاتب المغربي رواية «الفيل الذي يحب» عن ملهمون للنشر والتوزيع في 81 صفحة وفيها يتناول قصّة فيل يقرأ، بل يعشق الكتب لدرجة أن كل ما يفعله هو الأكل والقراءة، وهو ما جعل الأسد ملك الغابة يخشاه لأنه يقرأ. يتحدث الكاتب – في روايته هذه المخصَّصة للأطفال – عن كم أضافت القراءة لهذا الفيل الذي أحبَّ الكتب لهذا الحد. اشتهر الكاتب المغربي أيضًا بفضل رواية «مطعم اللحم الآدمى يرحب بكم» التي صدرت عن دار سندباد للنشر والإعلام في 112 صفحة ومع أنها رواية مُطوَّلة بعض الشيء لكنها مخصَّصة للأطفال كما هي معظم أعمال الكاتب. قام الحسن في هذه الرواية بلملمة ذاته المتشظية كما يقول عبر تجاربه الإنسانيّة فصاغها في لوحات قصصية بغرض مواجهة زيف المجتمع والإلحاح الدائم لكشف أستار الحجب.
نشر الحسن بنمونة رواية «الغراب يعزف على الناي» في وقتٍ ما عن دار الحدائق للطباعة والنشر والتوزيع في 32 صفحة. تناول الكاتب المغربي في هذه الرواية القصيرة جدًا قصّة الغراب الذي قرَّرَ فجأةً أن يصيرَ مغنِّيًاط فانطلقَ يقلِّد أصواتَ الحيواناتِ، فصارَ يزأرُ ويموءُ ويَعْوي وينقُّ. لكنَّه عندما سمعَ شدوَ العندليبِ، اعترفَ لنفسِهِ قائلًا: «هكذا يكونُ الغناءُ، فإنْ لم يكنْ شَجيًّا، فأيُّ فائدَةٍ تُرجَى منهُ؟». قرَّرَ الغرابُ أن يتركَ الغناءَ ويختارَ عملًا آخر له، يناسبُهُ ويبرَعُ بهِ. بعد روايتهِ القصيرة الأولى عن الفيل، عاودَ الحسن الكتابة عن نفس الحيوان في رواية أخرى صدرت تحت عنوان «الفيل يتعلم كيف يلعب» عن دار أصالة للطباعة والنشر والتوزيع في 16 صفحة وفيها تناول قضيّة اللّعب والمشاركة محاولًا أن يُبرز أنَّ عبارة الفيلُ لا يُجيدُ إلاّ الأكْل غير صحيحة فهو يَرْغَبُ هو الآخر في اللَّعِب، مع أنه يَجْهَلُ كَيْفَ يَكونُ اللَّعِب.
واصل الكاتب المغربي إنتاجه الكثيف فيما يخصُّ المجموعات القصصيّة المتعلقة بالحيوانات فنشر كتابًا قصيرًا بعنوان «صياد الأقنعة» عن دار الحدائق للطباعة والنشر والتوزيع في 32 صفحة، وفيه ضمَّ قصة من قصص الحيلة والذكاء، بين صيّاد وحيوانات الغابة التي تتغلب عليه بتعاونها وتخطيطها، فتخيفه بضخامة أرجلها وأذانها، مما جعله يترك مهنة الصيد، والانتقال إلى مهنة أخرى، يقوم فيها بتصميم أقنعة كدمى متحركة لحيوانات الغابة. في رواية «الطفل الذي صدق رسومه» عن دار البنان في 31 صفحة، تناول الحسن قصّة تحكي عبر قفزات ذكيّة ووفقًا للعبة كلاميّة منطقيّة متسلسلة مغامرة طفل يعيش عبر الخيال في أحداث رسوماته الّتي يرسمها.

## آراء
يرى الحسن أنَّ الإنتاج المغربي في مجال أدب الأطفال يتسم بمحدودية الانتشار، وهذا راجع إلى كون دور النشر المغربية لا تحفز على الكتابة كما يقول وذلك بالنظر إلى ما يتطلبه ذلك من تكاليف مادية باهظة. يرى الحسن أيضًا أنَّ الأدباء المغاربة لا يولون الاهتمام لهذا الأدب، باستثناء فئة قليلة منهم، آمنت بأهمية مخاطبة الأطفال بواسطة نصوص قصصية وشعرية ومسرحية.
يعتقدُ الحسن بنمونة أنَّ الكتابة خُلقت لتعبر عن المشاعر والقيم؛ عن الأفراح والأحزان والآلام، وعن التناقض والتعايش بين الحياة والموت، وعن القيم التي تصنع رقي المجتمعات. يرى الحسن أنَّ الكتابة الموجّهة للطفل يجبُ أن تكون بلا إيديولوجية، أو تمثلات فكرية أو حزبية.
يرى الحسن أنَّ أدب الأطفال ينتشرُ عبر وسائط مختلفة، فمنها المجلات المهتمَّة بأدب الطفل كالعربي الصغير وماجد، كما يُحمّل من يُؤلّف المقررات الدراسية مسؤولية توظيف ما كتبه الأدباء في هذا مجال أدب الطفب، وبخاصّة في مقررات المراحل الأولى والابتدائية.

## قائمة أعماله
هذه قائمةٌ بأبرز أعمال الصحفيّ والكاتب المغربي الحسن بنمونة:
- مطعم اللحم الآدمي يرحب بكم (رواية صدرت عن دار سندباد للنشر والإعلام في القاهرة بمصر في آذار/مارس 2009)
- قصص لأبنائي حتى يناموا (مجموعة قصصيّة صدرت عن وزارة الثقافة المغربية عام 2012)
- كمائن وفخاخ (مجموعة قصصيّة صدرت عن منشورات جمعية الموكب الأدبي في وجدة عام 2015)
- الأشياء التي ينبغي لنا بيعها (مجموعة قصصيّة صدرت عن مؤسسة مقاربات في فاس عام 2016)
- صاحبي الكاتب (رواية نُشرت في مجلة الكلمة في تموز/يوليوز 2017)
- صائد الحسنات (رواية صدرت عن دار السلام الجديدة في الدار البيضاء عام 2019)
- في رأسي غابة (قصّة للأطفال صدرت عن دار أروى بالسعودية عام 2017)
- الطفل الذي صدق رسومه (رواية قصيرة صدرت عن دار البنان عام 2016)
- نحن الصغار (رواية قصيرة صدرت عن دار البنان في لبنان عام 2018)
- ألا يمتلك القط الصغير دراجة! (رواية قصيرة للأطفال صدرت عام 2020 عن وزارة الثقافة المغربية)

قصص قصيرة
- الدعاسيق تتعلم لغتنا (مصر عام 2016)
- التمساح يبيع البكاء (مصر عام 2016)
- صياد الأقنعة (لبنان عام 2018)
- رنين ترسم الكلام (المغرب عام 2018)
- الدعسوقة التي فقدت لونها (السعودية عام 2019)
- الرجل الذي يزرع الأغنيات (لبنان عام 2019)